# Повуа-да-Изента
Повуа-да-Изента (порт. Póvoa da Isenta) — район (фрегезия) в Португалии, входит в округ Сантарен. Является составной частью муниципалитета Сантарен. Входит в экономико-статистический субрегион Лезирия-ду-Тежу, который входит в Рибатежу. Население составляет 1162 человека на 2001 год. Занимает площадь 13,90 км².
Покровителем района считается Дева Мария (порт. Nossa Senhora da Conceição). 

## История
Район основан в 1920 году